# 2014年山東招遠カルト殺人事件
2014年山東招遠カルト殺人事件（2014ねんさんとうしょうえんカルトさつじんじけん）は、2014年5月28日夜、中国山東省招遠市のマクドナルド店内で、中国政府により邪教(カルト)認定を受けている「全能神」の信者6人が勧誘を拒否した女性客を殴殺した事件。
当時店内にいる目撃者が撮った動画はネット上に流出した。犯人グループのリーダーは被害者に「貴様は悪魔だ！ 鬼だ！ 永遠に地獄に落ちればよい！」と叫びながら、椅子と金属パイプで被害者の命乞いを無視して殴り続けた。犯人グループ中の女性は周囲の人々に「お前達も死にたいのか！」「来るのなら殺すぞ！」と威嚇し、阻止しようとした店員を振り離した。被害者は病院に運ばれたが死亡が確認された。
6人は3分後に到着した警察官に逮捕された。現場を見た通報者は10人にも上ったという。電話で通報したマクドナルドの店員も殴られた。犯人グループのリーダーの娘も金属パイプをもってマクドナルドのカウンターを叩いた。
主犯の一人、張立冬は中国中央電視台（中国中央テレビ）の取材に対し「自分が7年間「全能神」を信じてきた」と「自分が被害者を邪霊（悪魔）と見なし、（悪魔を）殺すために彼女を殴り殺した」ことを認めた。また、記者からの「貴方たちは法律を知っているのか？」との質問に対し「我等は神の信者、法律を恐れぬ」と答えた。グループの中に張の20歳の長女・次女と14歳の長男もいた。
主犯の張立冬、張帆の両名は10月11日に死刑判決を下され、2015年2月2日に執行された。